# Živko Zobec
Živko Zobec, slovenski pravnik, * 16. november 1926, Novo mesto, † 19. marec 1988, Ljubljana.

## Življenje in delo
Osnovno šolo in gimnazijo je obiskoval v Murski Soboti in leta 1944 maturiral. V času madžarske okupacije je bil preganjan in zaprt. Po osvoboditvi Prekmurja je bil najprej novinar pri Novem času, nato pri lokalnem dnevniku Poročevalec v Murski Soboti. V letih 1945–1949 je študiral pravo na ljubljanski PF in 1961 v Zagrebu doktoriral z disertacijo Alkoholizem v kazenskem pravu. Po diplomi je bil referent-pripravnik pri Javnem tožilstvu v Ljubljani, od 1950 v Gorici. Leta 1952 je postal sodnik Okrajnega sodišča v Metliki, 1956–1957 bil predsednik Okrajnega sodišča v Vidmu-Krškem (danes Krško), 1957–1960 sodnik Okrožnega sodišča v Novem mestu, 1960–1962 predsednik Okrožnega sodišča v Novi Gorici in 1962–1973 v Ljubljani. Od 1973 do smrti je bil sodnik Vrhovnega sodišča SRS v Ljubljani. Na PF v Ljubljani je bil 1978 habilitiran za izrednega in 1983 za rednega profesorja za kazenski postopek. V tem času je sodeloval pri dodiplomskem študiju kot izpraševalec pri izpitih, pri podiplomskem tečaju pa kot predavatelj. Od 1975 je predaval še na Višji šoli za notranje zadeve v Ljubljani kazensko pravo, od 1981 tudi kazenski postopek. Aktivno se je udeležil številnih strokovnih kongresov, imel med drugim na posvetovanju Zveze društev za kazensko pravo in kriminologijo Jugoslavije (Subotica, 1979) glavni referat Aktuelni problemi pretkrivičnog postupka, na posvetovanju o forenzični psihiatriji, v Ljubljani pa 1981 referat Nekateri praktični vidiki izvedenstva v kazenskem postopku. Zobec je bil član Sveta za znanost SRS, predsednik upravnega in nadzornega odbora Zveze društev pravnikov Slovenije, član Sveta marksističnega centra Pravne fakultete in drugo. Prejel je več državnih odlikovanj.
Njegova stroka je bil kazenski postopek. O tem je od 1965 objavljal članke v pravnih revijah in strokovnih glasilih, ter v raziskavah Inštituta za kriminologijo pri Pravni fakulteti v Ljubljani. Njegovi najpomembnejši deli sta: Zakonik o kazenskem postopku s komentarjem in sodno prakso (1976; dopolnjena izdaja 1985) in Komentar zakona o kazenskem postopku s sodno prakso. (COBISS) Ta izredno obsežna knjiga (prek 1100 str.) je edini povojni celostni prikaz kazenskega postopka na Slovenskem in uvršča Živka Zobca med najvidnejše strokovnjake na tem pravnem področju.

## Odlikovanja
- red dela s srebrnim vencem (1961)
- red republike z bronastim vencem (1974)